# 조조 래빗
《조조 래빗》(영어: Jojo Rabbit)은 2019년 개봉된 미국의 블랙 코미디 영화이다. 타이카 와이티티가 감독과 각본을 맡았으며, 크리스틴 루넨스의 소설 Caging Skies 가 영화의 원작이다. 2019 토론토 영화제에서 전 세계 최초로 공개되었다. 제 92회 미국 아카데미 시상식에서 각색상을 수상하였다.

## 줄거리
때는 제2차 세계 대전이 끝나갈 즈음의 나치 독일. 10살 소년 요하네스 '조조' 베츨러는 어머니 '로지'와 함께 살고 있다. 조조의 아버지는 군인으로 이탈리아 전선에 나갔으나 아무런 소식도 없고, 누나 잉게는 얼마 전 독감을 앓다 하늘나라로 갔다. 그럼에도 당돌한 성격의 조조는 멍청하지만 세상에 둘도 없는 상상 친구, 아돌프와 함께 즐거운 하루를 시작한다.
독일소년단에 가입할 나이가 된 조조는 제일 친한 친구 '요키'와 함께 히틀러 유소년단 훈련캠프에 참가하고, 외눈박이 클렌젠도르프 대위의 맥빠지는 첫번째 수업에서 유소년단을 상징하는 단도를 수여받는다. 수업 중 다른 단원 형에게서 토끼를 죽여보라는 시험에 들지만 차마 그럴 수 없어 토끼를 풀어주려 했다가, 그 형이 단숨에 낚아채 목을 꺾어 죽이고 '조조 래빗'이라며 놀림거리가 되자 울면서 뛰쳐나온다. 아돌프의 다독임에 기운을 되찾은 조조는 수류탄 투척 수업 현장으로 달려가 대위가 들고 있던 수류탄을 뺏어 던진다. 나도 이만큼 용감하다며 뿌듯해하던 그 순간, 날아간 수류탄이 나무에 튕겨 조조가 서 있는 자리로 되돌아와 발밑에서 폭발하고 만다. 조조는 즉시 병원으로 이송되어 겨우 살아났지만, 얼굴 흉터와 절뚝거리는 다리라는 평생의 상처가 남게 되어버렸다. 엄마 로지는 퇴원한 조조를 데리고 사고 책임으로 강등된 클렌젠도르프를 찾아가, 자기 아들이 다치긴 했지만 그래도 소속감을 느낄 수 있도록 잘 보살펴달라고 요구한다. 이에 조조는 프로파간다 전단지를 동네 곳곳에 배포하고, 전쟁물자 지원을 위해 고철덩어리를 모으는 것과 같은 소일거리를 맡게 된다.
집에 혼자 남은 어느날, 조조는 윗층 누나 방 구석배기에서 10대 유대인 소녀 '엘사 코르'가 숨어있는 것을 우연히 발견한다. 조조와 마주친 엘사는 적대적인 태도로 공포에 질린 조조를 벽으로 몰아세운 뒤 단도를 빼앗아간다. 조조는 엘사에게 게슈타포에 넘겨버리겠다고 윽박질러 보지만, 엘사는 그러면 너희 엄마도 자신을 숨겨준 죄로 처형당할 것이라고 경고한다. 그리고 엄마에게 일러버리면 "나치 (→조조)의 목을 따버리겠다"고 위협하자, 겁이 난 조조가 일러바치지 않겠다고 약속한다. 이후 조조는 엘사를 이용해 '유대인의 비밀'을 알아내서 책을 만들어 클렌젠도르프에게 전달하면 되겠다는 재밌는 생각에 다시 그녀를 찾아간다. 엘사는 "우리는 서로간의 생각을 읽을 수 있다"는 등 유대인에 관한 이야기를 지어내 들려주면서 어울려 준다. 

## 출연
- 로먼 그리핀 데이비스 - 요하네스 "조조" 베츨러 역
- 토머신 매켄지 - 엘사 코르 역
- 스칼렛 요한슨 - 프라우 로지 베츨러 역
- 타이카 와이티티 - 아돌프 히틀러 역
- 샘 록웰 - 클렌첸도르프 대위 역
- 리벨 윌슨 - 람 여사
- 스티븐 머천트 - 헤르만 데르츠 역
- 앨피 앨런 - 핑켈 역
- 아치 예이츠 - 요키 역
- 루크 브랜던 필드 - 크리스토프 역
- 브라이언 카스피 - 뮬러 역
- 커티스 매튜 - 의사 역
- 샘 헤이거스 - 한스 역
- 로버트 이스트 - 그루쉬 역

## 수상 정보
- 2019년 제32회 시카고 비평가 협회상 후보 각색상, 유망연기상
- 2019년 제32회 도쿄국제영화제 후보 특별초대작
- 2019년 제38회 벤쿠버국제영화제 후보 특별소개 부문
- 2019년 제44회 토론토국제영화제 후보 특별한 발표부문 수상 관객상(타이카 와이티티)
- 2019년 제55회 시카고국제영화제 후보 스페셜 프레젠테이션, 코미디
- 2019년 제56회 금마장 후보 파노라마
- 2019년 제46회 겐트 영화제 후보 갈라 프리미어 및 특별행사
- 2019년 제63회 런던 국제 영화제 후보 헤드라인 갈라
- 2019년 제30회 스톡홀름영화제 후보 오픈존 수상 관객상(타이카 와이티티)
- 2019년 제42회 밀 밸리 영화제 후보 미국영화
- 2019년 제17회 자그레브영화제 후보 메인 프로그램-투게더 어게인 수상 Golden Bicycle상(타이카 와이티티)
- 2019년 제21회 리우 데 자네이루 국제영화제 후보 파노라마
- 2019년 제34회 마르델플라타 국제영화제 후보 오서스
- 2020년 제77회 골든 글로브 시상식 후보 작품상-뮤지컬 코미디, 남우주연상-뮤지컬 코미디
- 2020년 제92회 미국 아카데미 시상식 후보 미술상, 여우조연상, 의상상, 작품상, 편집상 수상 각색상(타이카 와이티티)
- 2020년 제73회 영국 아카데미 시상식 후보 미술상, 여우조연상, 의상상, 작품상, 편집상 수상 각생상(타이카 와이티티)
- 2020년 제26회 미국 배우 조합상 후보 영화부문 앙상블상, 영화부문 여우조연상
- 2020년 제72회 미국 감독 조합상 후보 감독상(영화부문)
- 2020년 제72회 미국 작가 조합상 수상 각색상(타이카 와이티티)
- 2020년 제40회 런던 비평가 협회상 후보 영국아역상
- 2020년 제35회 산타바바라 국제영화제 수상 버라이어티 상(마이클 지아치노)
- 2020년 제25회 크리틱스 초이스 시상식 후보 각색상, 신인배우상, 여우조연상, 작품상, 코미디영화상 수상 신인배우상(로만 그리핀 데이비스)
- 2020년 제31회 팜스스프링스 국제영화제 후보 토킹 픽쳐스: 북 투 스크린

## 제공
- 수입/배급 : 월트디즈니컴퍼니코리아 유한책임회사
- 제작 : 폭스 서치라이트 픽처스

## 같이 보기
- 라이너 마리아 릴케
- 히든 라이프